# الكبيبة الغمراوي
الكبيبة الغمراوي هي نوع من أنواع الأطباق المصرية، نشأت في مدينة ميت غمر وسميت باسمها. وهي عبارة عن مزيج من الأرز واللحم المفروم وبعض الخضراوات.

## التاريخ
إلى الآن لم يؤكَد تاريخ الكبيبة الغمراوي متى نشأت ومن ابتكرها لكن من المعروف مكان نشأتها وهي مدينة ميت غمر بمحافظة الدقهلية بمصر ولهذا أحياناً يطلق عليها أيضاً الكبيبة المصرية.

## فوائدها
تُعتبر الكبيبة الغمراوي وجبة غذائية متكاملة لاحتوائها على البروتين والخضار الذي يمد الجسم بالفيتامينات والمعادن وأيضا مضادات الأكسدة الطبيعية.[بحاجة لمصدر]